# L'Aventure du Poséidon (téléfilm)
Pour plus de détails, voir Fiche technique et Distribution.
L'Aventure du Poséidon (The Poseidon Adventure) est un téléfilm américain réalisé par John Putch et diffusé sur NBC le 20 novembre 2005.
Il s'agit d'une adaptation du roman du même nom de Paul Gallico, déjà adapté pour L'Aventure du Poséidon réalisé par Ronald Neame et Irwin Allen en 1972.

## Synopsis
Un paquebot, le Poséidon, est retourné en pleine mer à la suite d'une attaque terroriste. À l'intérieur, un groupe de onze survivants mené par un évêque énergique tente de rejoindre la surface en se frayant un chemin à travers la carcasse du bateau renversé.

## Fiche technique
- Titre français : L'Aventure du Poséidon
- Titre original : The Poseidon Adventure
- Réalisation : John Putch
- Scénario : Bryce Zabel, d'après le roman The Poseidon Adventure) de Paul Gallico
- Musique : Joe Kraemer
- Directeur de la photographie : Ross Berryman
- Montage : Jennifer Jean Cacavas
- Distribution : Gillian Hawser, Matthew Lessall, Bonnie Lee Bouman et Janet Meintjies
- Création des décors : Jonathan A. Carlson
- Direction artistique : Leon van der Merwe
- Création des costumes : Dianna Cilliers
- Supervision des maquillages : Colin Polson
- Coordination des effets spéciaux : Cordell McQueen
- Supervision des effets visuels : Alison Savitch
- Producteurs : Jon Brown, Mary Church, Lincoln Lageson et Randy Pope
- Coproducteur : Frank Q. Dobbs
- Producteurs exécutifs : Larry Levinson et Robert Halmi Jr.
- Coproducteurs exécutifs : H. Daniel Gross, Nick Lombardo, Therese Ryan, Steven Squillante et David Wicht
- Compagnies de productions : Larry Levinson Productions et Silverstar Ltd.
- Compagnie de distribution: Hallmark Entertainment
- Budget de production (estimation) : 14 000 000 de dollars
- Pays d'origine :  États-Unis -  Australie -  Afrique du Sud
- Langue : Anglais Stéréo
- Image : Couleurs
- Ratio écran : 1.33:1 plein écran 4:3
- Genre : Catastrophe
- Durée : 174 minutes

## Distribution
- Adam Baldwin (V. F. : Guillaume Orsat) : Mike Rogo
- Rutger Hauer (V. F. : Daniel Beretta) : Évêque Schmidt
- Steve Guttenberg (V. F. : Maurice Decoster) : Richard Clarke
- C. Thomas Howell (V. F. : Emmanuel Jacomy) : Docteur Matthew Ballard
- Bryan Brown (V. F. : Hervé Bellon) : Jeffrey Anderson
- Tinarie Van Wyk : Aimee Anderson
- Peter Weller : Capitaine Paul Gallico
- Alex Kingston (V. F. : Catherine Privat) : Suzanne Harrison
- Alexa Hamilton (V. F. : Françoise Cadol) : Rachel Clarke
- Clive Mantle (V. F. : Patrick Guillemin) : James Martin
- Sylvia Syms (V. F. : Arlette Thomas) : Belle Rosen
- Amber Sainsbury (V. F. : Barbara Beretta) : Shelby Clarke
- Rory Copus (V. F. : Maxime Baudouin) : Dylan Clarke
- Geoffrey Pierson (V. F. : Jean Barney) : Amiral Jennings
- Peter Dobson : Agent Percy
- Shane Main : Al-Zarqawi
- Russel Savadier : Leo Mandebach
- Andrew Brent (V. F. : Gabriel Le Doze) : Ronald Acre
- Peter Butler : Badawi
- Nathalie Boltt (V. F. : Laurence Dourlens) : Shoshanna
- Matt Rippy (V. F. : Bruno Dubernat) : Lieutenant Sam Mercer